# Saison 2 de La Petite Maison dans la prairie
Chronologie
Saison 1 Saison 3
Cet article présente la 2e saison de la série télévisée La Petite Maison dans la prairie (Little House on the Prairie).

## Origine de l'histoire
La série s'appuie sur les souvenirs d'enfance de Laura Ingalls Wilder, une femme de lettre américaine née au sein d'une famille de pionniers américains à la fin du XIXe siècle,.

## Distribution
Les acteurs crédités au générique lors de la deuxième saison sont : 
- Michael Landon : Charles Ingalls[3]
- Karen Grassle : Caroline Ingalls[4]
- Melissa Gilbert : Laura Ingalls[4]
- Melissa Sue Anderson : Mary Ingalls[4]
- Lindsay et Sidney Greenbush : Carrie Ingalls[5].

Sont parfois crédités au générique :
- Richard Bull : Nels Oleson[4]
- Dabbs Greer : Révérend Robert Alden
- Scottie MacGregor : Harriet Oleson
- Charlotte Stewart : Eva Beadle
- Karl Swenson : Lars Hanson
- Kevin Hagen : Docteur Hiram Baker

## Épisodes

### Épisode 1:L’Homme le plus riche du village
- États-Unis : 10 septembre 1975
- France : TF1 29 décembre 1977

- Kelly Thordsen (Baker Makay)
- Queenie Smith (Amanda Whipple)
- Jim Jeter (Hans Dorfler)
- Tracy Savage (Christy Kennedy)

### Épisode 2:Les Lunettes
- États-Unis : 17 septembre 1975
- France : TF1 30 décembre 1977

- Ford Rainey (le Dr Burke)
- Brian Richards (John Stacey)

### Épisode 4:La Belle Équipe
- États-Unis : 1er octobre 1975
- France : TF1 31 décembre 1977

- Karl Lukas (Jébédiah Mumfort)
- June Dayton (Margaret Mumfort)
- Gregory Walcott (Slick McBurney)
- Chuck Hayward (Cosby)

### Épisode 5:La maison hantée
- États-Unis : 8 octobre 1975

### Épisode 6:Le Bal du printemps
- États-Unis : 29 octobre 1975

- Clay O'Brien (Henry Henderson)

### Épisode 7:Promesses Partie 1
- États-Unis : 5 novembre 1975

- Lors de l'éloge funèbre qu'elle prononcera aux funérailles de Michael Landon, l'actrice Melissa Gilbert reprendra la phrase écrite par Julia Sanderson dans cet épisode : « Souvenez-vous de moi plein(e) d'entrain et souriant(e), parce que c'est ainsi que je me souviendrai de vous tous. Si vous ne pouvez penser à moi qu'en pleurant, alors ne pensez plus à moi du tout. »[6]

### Épisode 8:Promesses Partie 2
- États-Unis : 12 novembre 1975

- Le générique du début mentionne par erreur Julia Anderson au lieu de Julia Sanderson.
- Quand il parle avec les Sanders, Charles appelle par erreur Alicia par le prénom Olivia.
- Unique apparition de la cousine d'Harriet Oleson, jouée par Irene Tedrow.

### Épisode 13:La Machine parlante
Les Oleson achètent une machine qui répète ce que l'on dit pour aider leur fille Nellie à séduire Jason qui s'intéresse à la science et qui reste un peu trop avec Laura aux yeux de Nellie.

### Épisode 14:L'Orgueil du village
Mary participe à un concours de mathématiques. Le voyage est financé par tous les habitants de Walnut Grove. Elle termine deuxième mais est fêtée à son retour par tout le village.

### Épisode 18:Une éternité
- États-Unis : 3 mars 1976

- Au cours de la série, Charles Ingalls devra accomplir à plusieurs reprises un travail dangereux à l'instar de celui de cet épisode, comme par exemple dynamiter la roche dans une carrière de pierre (saison 1 épisode 3 Une longue marche) ou encore percer un tunnel pour la compagnie des chemins de fer (saison 3 épisode 17 L'Hôpital 2e partie).
- L'acteur Richard Jaeckel, qui joue Murphy dans cet épisode, réapparaîtra dans la saison 7 (double épisode Sylvia) dans le rôle d'Irv Hartwig. De même pour Larry Golden qui joue Bodeen et qui réapparaîtra dans d'autres épisodes (saison 3, épisode 22 et 23 L'Or, et saison 6, épisode 16 Les Évadés), et enfin pour Bill Quinn (saison 1, épisode 18 L'Épidémie, saison 5, épisode 13 Le Voyage 2e partie, saison 5, épisode 25 L'Odyssée).
- Le responsable des explosifs informe les convoyeurs que la nitroglycérine a été découverte en France en 1846 ; en réalité, elle a été découverte à Turin en 1847, par Ascanio Sobrero.
- L'épisode traite notamment du racisme : Murphy est tout d'abord méfiant de Hill compte tenu de sa couleur de peau. Au fil de l'épisode, et grâce notamment aux réflexions de Charles, il commence à changer de point de vue sur les Noirs.

### Épisode 22:Le Rêve de Matthieu Simms
- John Sanderson embrasse Mary pour la première fois et la demande en mariage.
- L'acteur E.J. André, qui incarne le personnage de Matthew Simms, jouera au total dans 7 épisodes de la série en tenant 6 rôles différents (le double épisode L'Or de la saison 3 présentant le même personnage).
- Anna Simms est jouée par Lurene Tuttle.
- John Sanderson lit à Mary le poème Quand nous nous séparâmes l’un de l’autre (When We Two Parted) de Lord Byron, adapté au futur, avant de lui dévoiler son amour et de l'embrasser pour la première fois.
- L'action se déroule aux alentours de 1876. On apprend par Matthew Simms qu'il habitait la ferme quarante ans auparavant, soit vers 1836, donc avant que le village de Walnut Grove ne fût fondé par Lars Hanson en 1840. Ils indiquent toutefois à Charles qu'ils se sont mariés dans l'église du village, donc après leur arrivée.